# Основное кинетическое уравнение
Основное кинетическое уравнение — феноменологическое уравнение, описывающее эволюцию системы во времени. Установлено В. Паули в 1928 году. Название «основное уравнение» — перевод термина англ. Master equation. Называется также производящее уравнение, управляющее уравнение, уравнение кинетического баланса. Иногда также называют уравнением Паули (не путать с уравнением Паули, являющимся обобщением уравнения Шрёдингера!).
Для процесса, не зависящего от прошлого системы (марковский процесс), основное кинетическое уравнение имеет вид:
{\displaystyle {\frac {dP_{n}}{dt}}=\sum _{m\neq n}\left(w_{nm}\cdot P_{m}-w_{mn}\cdot P_{n}\right)}.
где
- {\displaystyle P_{m}=\rho _{mm}} и {\displaystyle P_{n}=\rho _{nn}} — вероятности того, что система находится в состояниях {\displaystyle m} и {\displaystyle n}, соответствующие диагональным элементам матрицы плотности {\displaystyle \rho };
- {\displaystyle w_{mn}=\mathrm {prob} (n\rightarrow m)} — вероятность перехода системы из состояния {\displaystyle n} в состояние {\displaystyle m} в единицу времени (скорость изменения вероятности);
- {\displaystyle w_{nm}=\mathrm {prob} (m\rightarrow n)} — вероятность обратного перехода системы из состояния {\displaystyle m} в состояние {\displaystyle n} в единицу времени (скорость изменения вероятности).

В общем случае, при наличии в системе эффекта памяти, её прошлое состояние оказывает влияние на будущее (немарковский процесс). В этом случае основное кинетическое уравнение имеет вид:
{\displaystyle {\frac {dP_{n}(t)}{dt}}=\int \limits _{-\infty }^{t}\sum _{m}\left(w_{nm}(t-\tau )\cdot P_{m}(\tau )-w_{mn}(t-\tau )\cdot P_{n}(\tau )\right)\,d\tau },
где
- {\displaystyle w_{mn}(t-\tau )} — функция памяти системы.

Для системы с непрерывно распределённой случайной переменной {\displaystyle x}, основное кинетическое уравнение определяет плотность вероятности {\displaystyle W(x,t)}:
{\displaystyle {\frac {\partial W(x,t)}{\partial t}}=\int \left(w(x,x^{\prime })\cdot W(x^{\prime },t)-w(x^{\prime },x)\cdot W(x,t)\right)\,dx^{\prime }}
где
- {\displaystyle w(x,x^{\prime })} — плотность вероятности перехода {\displaystyle x^{\prime }\rightarrow x} в единицу времени.

Примеры основных уравнений:
- уравнение Линдблада
- уравнение Фоккера — Планка
- уравнение Больцмана